# 19 Dywizja Strzelecka
19 Dywizja Strzelecka – związek taktyczny piechoty Armii Czerwonej i Sił Zbrojnych Federacji Rosyjskiej.

## Historia
Sformowana 21 lipca 1922 r. w Tambowie na bazie jednostek wydzielonych z Moskiewskiego Okręgu Wojskowego. We wrześniu 1939 roku na bazie dywizji sformowano trzy nowe dywizje: 120 Dywizję Strzelecką, 149 Dywizję Strzelecką, a na bazie 55 pułku strzeleckiego nową 19 Dywizję Strzelecką. W składzie 24 Armii Frontu Zachodniego generała G. Żukowa uczestniczyła w bitwie pod Jelnią. W dniach 20 lipca – 29 sierpnia 1941 w ciągłych czołowych atakach na pozycje 2 Grupy Pancernej poniosła straty w wysokości równej całemu etatowemu stanowi osobowemu (zabici, ranni i zaginieni: 11 359 żołnierzy i oficerów).
Uczestniczyła również w obronie Moskwy, operacji rżewsko-wiaziemskiej, operacji rżewsko-syczewskiej, trzeciej bitwie o Charków, operacja jasko-kiszyniowskiej, operacji belgradzkiej, operacji debreczyńskiej.

## Struktura organizacyjna
W czerwcu 1941:
- 32 pułk strzelecki
- 282 pułk strzelecki
- 315 pułk strzelecki
- 90 pułk artylerii
- 103 pułk artylerii haubic,
- dywizjon przeciwpancerny,
- dywizjon artylerii przeciwlotniczej
- batalion rozpoznawczy
- batalion saperów
- inne służby.